# Edwin Sander
Edwin Benjamin Sander (geboren am 26. Juni 1857 in New York; gestorben am 10. August 1925 in Berlin-Charlottenburg) war ein preußischer Verwaltungsbeamter, Landrat des Kreises Waldbröl und zuletzt Finanzgerichtspräsident.

## Leben
Der Protestant Edwin Sander wurde als Sohn des Generalkonsuls Carl Sander und dessen Ehefrau Bertha Sander, geborene Braun in New York geboren, wo er auch zuerst die dortige Deutsche Schule besuchte. Nach der Rückkehr nach Preußen besuchte Edwin in Berlin das Wilhelms-Gymnasium, auf dem er 1876 die Reifeprüfung ablegte, woraufhin er ein bis 1880 andauerndes Studium der Rechtswissenschaften an den Universitäten in Heidelberg, Leipzig und Berlin aufnahm.
Zu seinem 23. Geburtstag erhielt Edwin Sander im Jahr 1880 die Aufnahme in den preußischen Staatsdienst. Im selben Jahr auch als militäruntauglich vom Militärdienst freigestellt, wurde er im Wintersemester 1880 in Leipzig mit der Schrift Wie weit ist Nothwehr beim Angriff auf die Ehre denkbar? zum Dr. jur. promoviert. Nach Ablegung der Ersten Juristischen Prüfung am 15. Oktober 1880 setzte er dann seine juristische Ausbildung unter Ernennung zum Gerichtsreferendar bei dem Kammergericht am 27. Dezember 1880 (Vereidigung am 30. Dezember 1880) fort, ehe er als Regierungsreferendar in den preußischen Verwaltung wechselte. Als solcher trat er am 10. April 1883 zunächst in den Dienst der Königlich Preußischen Regierung zu Wiesbaden und nachfolgend der zu Königsberg (Ostpreußen). Mit Ablegung der große Staatsprüfung am 10. April 1886 und unter gleichzeitiger Ernennung zum Regierungsassessor wechselte Sander dann zum 17. April 1886 an die Regierung in Merseburg, bevor im am 12. März 1888 und zunächst kommissarisch die Verwaltung des Kreises Waldbröl angetragen wurde. Seine definitive Bestallung als Landrat in Waldbröl erhielt Sander am 11. Januar 1889 mit Wirkung zum 1. Februar 1889.
Sanders Wirken in Waldbröl blieb von kurzer Dauer. Bereits im Mai 1891 verlässt er das Oberbergische Land. Zum 1. November 1891 kommissarisch in die, dem Preußischen Finanzministerium zugehörige Direktion für die Verwaltung der direkten Steuern in Berlin versetzt, wird er dort am 18. März 1892 zum Regierungsrat und am 18. April 1908 zum Oberregierungsrat befördert. Mit seiner Übernahme in die Reichsfinanzverwaltung zum 1. April 1920 erhielt Sander in der Abteilung für Besitz- und Verkehrssteuern des Landesfinanzamts Berlin eine neue Stellung zugewiesen, bevor er zum 1. März 1922 als Finanzgerichtspräsident an das Landesfinanzamt Brandenburg wechselte. Dort ging Sander zum 30. November 1923 in den Ruhestand.

## Familie
Sander heiratet am 8. Mai 1894 in Berlin die Protestantin Susanne Elisabeth Helene Margarethe Meitzen (geboren am 6. Februar 1875 in Berlin; gestorben am 6. Oktober 1950 in Berlin-Nikolassee), Tochter des verstorbenen Geheimen Regierungsrats Moritz Ludwig Reinhold Meitzen (geboren um 1832 in Breslau; gestorben am 25. November 1892 in Berlin, 60 Jahre alt) und dessen Ehefrau, Elisabeth Meitzen, geborene Fritsch.